# Нік Д'Ерсі
Нік Д'Ерсі (англ. Nick D'Arcy, 23 липня 1987) — австралійський плавець.
Учасник Олімпійських Ігор 2012 року.
Призер Пантихоокеанського чемпіонату з плавання 2010 року.